# 케일럽 드레슬
케일럽 레멜 드레슬(영어: Caeleb Remel Dressel, 1996년 8월 16일~)은 미국의 수영 선수로 주 종목은 자유형과 접영이다. 현재 접영 100m(롱코스, 쇼트코스), 자유형 50m(쇼트코스), 개인혼영 100m(쇼트코스) 세계 기록을 보유하고 있다.  2016년 하계 올림픽에서 계영 금메달 2개를 획득했고, 2017년 세계 선수권 대회에서 금메달 6개를 포함하여 총 7개의 메달을 획득했다. 이후 2019년 세계 선수권 대회에서 금메달 6개를 포함하여 메달 8개를 획득했으며, 2020년 하계 올림픽에서는 금메달 5개를 획득하여 5관왕에 올랐다.

## 같이 보기
- 수영 세계 기록 목록
- 수영 접영 100m 세계 기록 추이
- 수영 자유형 50m 세계 기록 추이
- 수영 개인혼영 100m 세계 기록 추이
- 수영 혼계영 400m 세계 기록 추이
- 올림픽 다관왕 목록
- 스피도